# Isabelle Aubret
« Aubret » redirige ici. Pour les articles homophones, voir Aubrais et Aubray.
Isabelle Aubret, nom d’artiste de Thérèse Coquerelle née le 27 juillet 1938 à Marquette-lez-Lille près de Lille, est une chanteuse française. En 1952, elle remporte les Championnats de France de gymnastique et, en 1962, le Concours Eurovision de la chanson pour la France, avec la chanson Un premier amour.

## Biographie

### Famille
Isabelle Aubret est la cinquième de onze enfants. Son père est contremaître dans une filature ; sa mère, d'origine ukrainienne, est femme au foyer.

### Débuts
En 1952, à l'âge de quatorze ans, elle quitte l'école et est engagée comme bobineuse dans l'usine Lemaire-Destombes à Saint-André où travaille son père. Elle reviendra quelques années plus tard dans cette filature chanter dans le théâtre de sa Maison de Famille, dans le cadre d’une émission de radio. Elle continue à suivre des cours d'art dramatique et de danse classique. La même année, elle remporte les Championnats de France de gymnastique.
Parallèlement, elle participe à des concours locaux de chant. Son professeur d'art dramatique la présente au directeur d’une radio lilloise et elle monte sur scène pour la première fois. Elle chante dans des ensembles et en 1956, à l'âge de 18 ans, elle est engagée dans un orchestre du Havre.
En 1960, elle gagne un concours de chant, organisé à l'Olympia. Elle est remarquée par le directeur de la salle, Bruno Coquatrix, qui l'aide à obtenir un contrat dans un cabaret de Pigalle, le Fifty-Fifty.
En 1961, elle auditionne pour l'agent artistique Jacques Canetti, qui lui fait signer un contrat d'enregistrement. Elle publie son premier 45 tours, avec en face A Le Gars de n'importe où et, en face B Nous les amoureux, reprise de la chanson gagnante du Concours Eurovision de la chanson 1961, interprétée initialement par Jean-Claude Pascal. Avec Le Gars de n'importe où (paroles de Maurice Vidalin et musique de Jacques Datin), elle participe à la sélection nationale pour le Grand Prix Eurovision 1961 de la chanson européenne et termine troisième. Grâce à cette chanson, elle remporte le Grand Prix du Festival d'Enghien.

### Premiers succès
En 1962, elle est sélectionnée par la télévision publique française pour représenter la France à la septième édition du Concours Eurovision de la chanson. Ses concurrents au titre sont notamment Alain Barrière, Serge Gainsbourg et le vainqueur du Concours Eurovision de l'année précédente Jean-Claude Pascal pour le Luxembourg. La chanson Un premier amour qu'elle interprète, a été écrite par Roland Valade et composée par Claude-Henri Vic. Le 18 mars 1962, à la Villa Louvigny de Luxembourg, elle représente donc la France avec cette chanson au Concours Eurovision nommé « Grand Prix Eurovision de la chanson 1962 ». Elle passe en 9e sur les seize pays sous la direction du chef d'orchestre Franck Pourcel. Elle remporte le concours pour la France, offrant au pays sa troisième victoire. Jean-Claude Pascal, vainqueur de l'Eurovision 1961, lui remet la médaille du Grand Prix.
La même année, elle rencontre Jean Ferrat. Il écrit pour elle la chanson Deux enfants au soleil et lui offre la première partie de sa tournée. Elle demeurera toujours fort proche de Jean Ferrat et reprendra plusieurs chansons écrites initialement pour lui, notamment Deux enfants au soleil, de Claude Delécluse, en 1961 ; Un enfant quitte Paris, de Georges Coulonges, en 1967, et Tout ce que j'aime, de Philippe Pauletto, en 1970.
En 1963, elle partage la scène de l'ABC avec Sacha Distel et fait la première partie de Jacques Brel à l'Olympia.

### Premier accident
En 1963, elle est pressentie par le réalisateur Jacques Demy et le musicien Michel Legrand pour le rôle principal du film Les Parapluies de Cherbourg. Mais elle est victime d'un grave accident de voiture à Arnay-le-Duc, sa voiture ayant dérapé dans un virage. Il y a un mort, André Duclos, 33 ans, et trois blessés graves, dont son pianiste accompagnateur Serge Sentis. Hospitalisée à Autun, elle doit subir de multiples opérations et entreprendre une très longue rééducation qui la tient éloignée de la scène.
Jacques Brel lui offre les droits à vie de la chanson La Fanette. Michelle Senlis lui écrit C'est beau la vie, sur une musique de Jean Ferrat. Elle enregistre la chanson et remporte un grand succès commercial.
En 1965, encore convalescente, elle fait la première partie de Salvatore Adamo à l'Olympia. Elle quitte le label Philips pour Polydor.
En 1965 toujours, elle interprète le générique de la série à succès Les Aventures de Saturnin, montage cinématographique mettant en scène des animaux réels auxquels des comédiens prêtent leur voix, et qui sera diffusé jusqu'en 1970.

### Nouveaux succès
En 1968, la télévision publique française la sélectionne à nouveau, pour la représenter à la treizième édition du Concours Eurovision de la chanson. Sa chanson, La Source, écrite par Henri Dijan et Guy Bonnet, et composée par Daniel Faure, est inspirée d'une légende, adaptée au cinéma en 1960, par Ingmar Bergman, dans son film La Source. Le 6 avril 1968, au Royal Albert Hall de Londres, elle passe en 10e position sur 17 pays sous la direction d'Alain Goraguer. Au terme du vote des pays, elle se classe troisième après Massiel, gagnante pour l'Espagne avec La, la, la et le représentant du Royaume-Uni Cliff Richard, deuxième avec Congratulations. Isabelle Aubret est la première artiste à avoir représenté deux fois la France au Concours Eurovision de la chanson. Guy Bonnet représentera également la France deux fois (en 1970 et 1983).
En mai de la même année, elle partage la scène de Bobino avec le chanteur québécois Félix Leclerc. Le spectacle est cependant interrompu par les événements de Mai 68 et l'explosion d'un commissariat tout proche[réf. nécessaire]. Elle part en tournée en France et à l'étranger, chantant dans plus de 70 villes.
En 1969, elle quitte Polydor et signe un contrat d'enregistrement avec le producteur Gérard Meys, propriétaire du label Meys et producteur de Jean Ferrat et de Juliette Gréco. La même année, elle interprète Savez-vous ce qu'il faut au sapin de Noël ?, version française de Do You Know How Christmas Trees Are Grown?, composée par John Barry pour le film Au service secret de Sa Majesté, sixième épisode de la série des James Bond.

### Tournées internationales
En 1970, elle participe à la sélection nationale française pour la quinzième édition du Concours Eurovision de la chanson. Elle y interprète Olivier, Olivia, en duo avec Daniel Beretta. Ils terminent à la deuxième place, derrière Guy Bonnet et sa chanson Marie- Blanche.
Se sentant délaissée par les médias français, elle entame une tournée internationale, qui la mène au Canada, en Algérie, à Cuba et en Pologne. Elle revient sur la scène de Bobino, en 1973, et sort un nouvel album, le Soleil est dans une orange, pour lequel Alain Bashung, encore inconnu à l’époque, lui a écrit une chanson.
En 1976, elle participe au festival musical de Tokyo (Tokyo Music Festival (en)) et remporte le prix de la meilleure chanteuse. La même année, elle participe à la sélection nationale française pour la vingt-et-unième édition du Concours Eurovision de la chanson. Elle y interprète Je te connais déjà, mais est éliminée en demi-finale.
Elle publie ensuite deux nouveaux albums : Berceuse pour une femme, en 1977, et Une vie, en 1979. En 1980, elle reçoit le prix de Meilleure chanteuse du monde, décerné par le public japonais. L'année suivante, elle repart pour une longue tournée internationale, qui l'amène en URSS, en Allemagne, en Finlande, au Japon, au Canada et au Maroc.

### Second accident
En 1981, Isabelle est victime d'un nouvel accident. Elle répète un numéro de trapèze volant pour le gala de l'Union des artistes, avec son partenaire, le boxeur Jean-Claude Bouttier, lorsqu'elle fait une chute. Elle se brise les deux jambes et demeure longtemps handicapée. Il lui faudra finalement deux longues années de rééducation pour recouvrer l'usage de ses jambes et marcher à nouveau.
En 1983, durant sa convalescence, elle enregistre cependant un 45 tours, France France (chanson qu'elle présentera à la sélection française pour l'Eurovision 1983) ; puis, en 1984, un album, Le Monde chante, et en 1985, une chanson qui remporte un certain succès, 1789, signée Claude Lemesle et Alice Dona. La même année, elle participe, avec 24 autres chanteuses à l'enregistrement du disque La Chanson de la vie, écrit par Claude Lemesle et composé par Alice Dona, à la demande de Marie-Claire Noah pour son association Care France, Femmes du Monde. Elle rencontre le pianiste-compositeur pédagogue Michel Sogny et perfectionne auprès de lui son jeu pianistique.
En 1985, elle participe au projet La chanson de la vie, chanson caritative pour l'association CARE France créée par Marie-Claire Noah, composé par Alice Dona, sur un texte de Claude Lemesle. La particularité de ce projet est de faire enregistrer cette chanson caritative uniquement à des femmes, chose qui ne s'était jamais encore faite en France à cette époque. Sur le disque, qui sort en format Maxi 45 tours, hormis Alice Dona elle-même, on peut entendre 24 autres chanteuses : Barbara, Marie-Paule Belle, Bibie, Jane Birkin, Nicole Croisille, Claire D'Asta, Maria d'Apparecida, Dorothée, Julie Pietri, Catherine Lara (au violon), Nathalie Lermitte, Jeane Manson, Isabelle Mayereau, Milva, Marie Myriam, Nicoletta, Vivian Reed, Ginette Reno, Sheila, Stone, Linda De Suza, Michèle Torr et Rika Zaraï.

### Retour sur scène

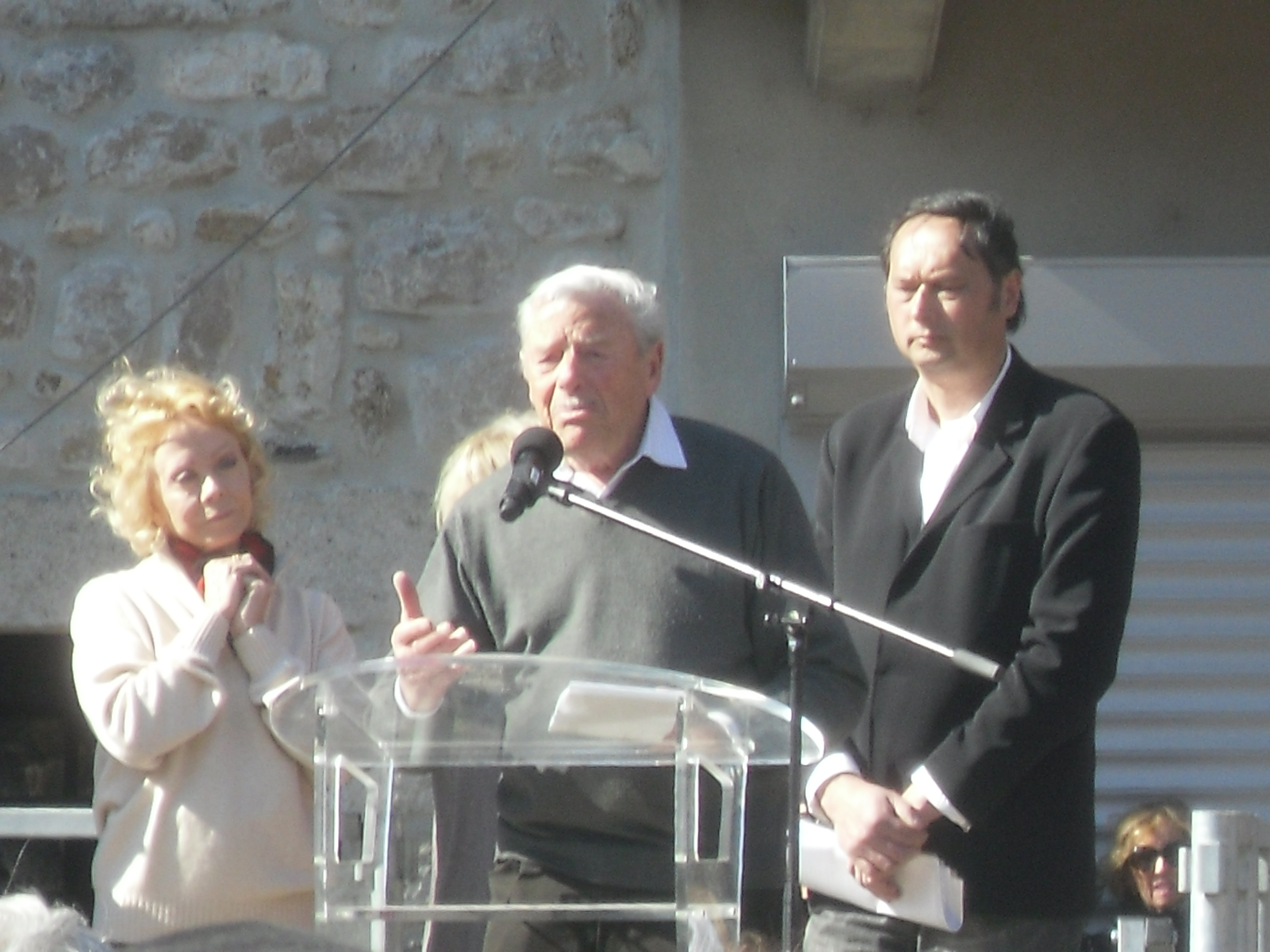
Isabelle Aubret lors des obsèques de Jean Ferrat, en mars 2010, en compagnie de Pierre Tenenbaum et Michel Pesenti.

Sa convalescence terminée, elle reprend ses tournées. En 1986, elle chante en URSS, au Canada et en Tunisie. En 1987, elle publie l'album Vague à l'homme, grâce auquel, elle reçoit le Prix du Président de la République, décerné par le jury de l'Académie Charles-Cros. En mars 1987, elle chante à l'Olympia, avec Allain Leprest en première partie.
En 1989, année du Bicentenaire de la Révolution française, elle sort un album intitulé 1989, pour lequel elle obtient le prix de la Meilleure interprète lors d'un festival à Berlin.
En 1990, elle publie l’album Vivre en flèche et remonte sur la scène de l’Olympia. Elle enregistre des poèmes d’Aragon, mis en musique par Léo Ferré et Jean Ferrat. Elle commence à reprendre les artistes qui lui tiennent à cœur : Jacques Brel, Guy Béart, Francis Cabrel, Serge Gainsbourg, Jean-Jacques Goldman, Nicole Rieu, Henri Salvador, Alain Souchon et Charles Trenet.
En 1992, elle reçoit la Légion d'honneur des mains du président de la République François Mitterrand. Dans la suite de la décennie, elle enchaîne albums et tournées, parcourant la France et le monde.
En 2001, elle fête ses quarante ans de carrière, en donnant une série de concerts à Bobino. En 2006, elle publie un album intitulé 2006. Parmi les auteurs de ses chansons, se retrouvent Claude Lemesle, qui lui a écrit Berceuse pour une femme et Aimer, ou encore Marys Santini, qui a signé Sahara Sarabande. La même année, elle partage l'affiche des Monologues du vagin, avec les actrices Astrid Veillon et Sara Giraudeau.
En 2009, elle intègre la tournée Âge tendre et Têtes de bois et renouvelle l'expérience en 2010.
En 2011, elle donne deux concerts exceptionnels au Palais des sports de Paris, les 18 et 19 mai.

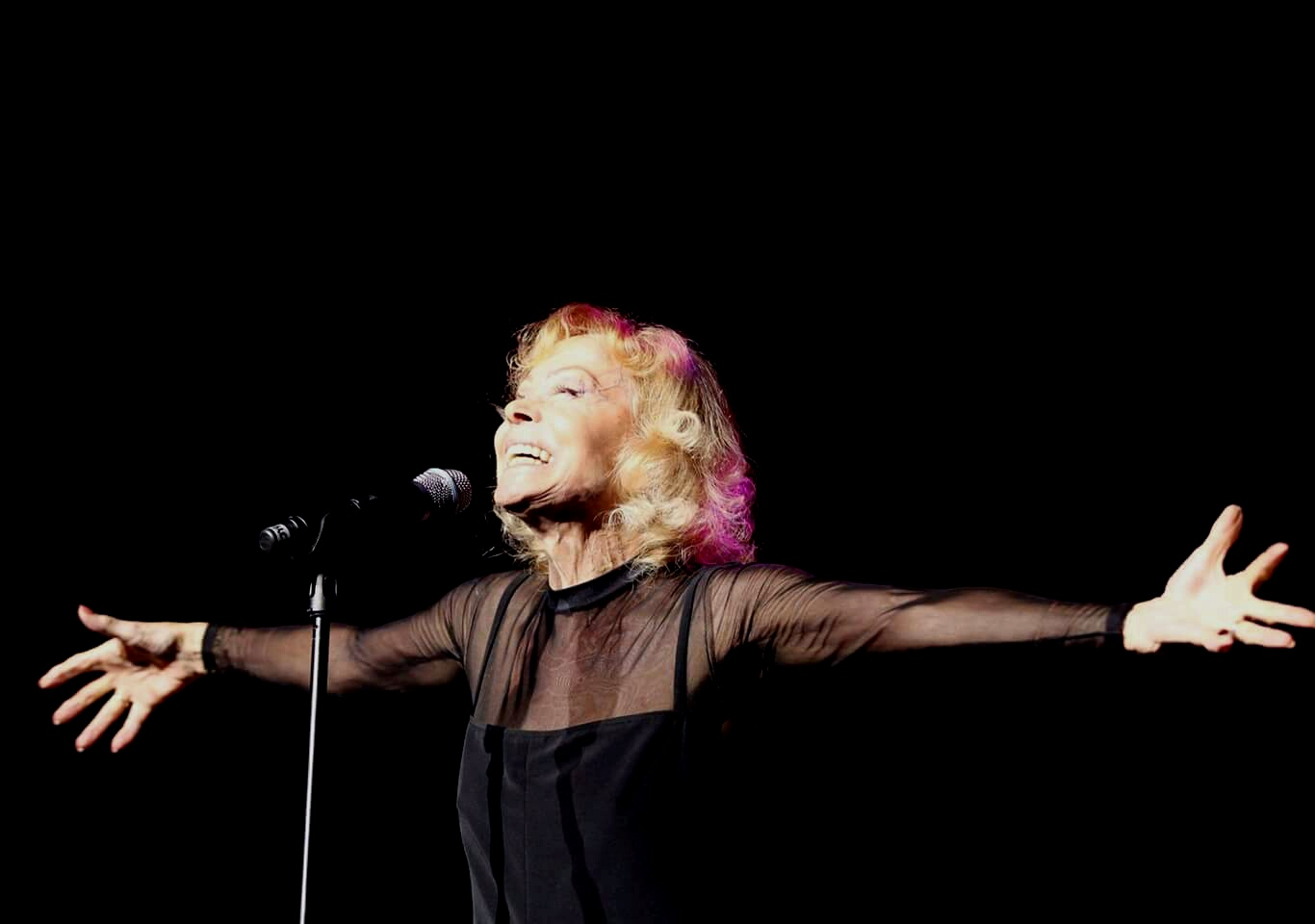
Isabelle Aubret sur la scène de la tournée Âge Tendre, en 2017.

En 2014, elle est l'invitée d'honneur et la marraine de la neuvième et dernière tournée Âge tendre et Têtes de bois, intitulée la Tournée supplémentaire.
Le 23 septembre 2016, la chanteuse sort un nouvel album, intitulé Allons Enfants. Elle présente ses nouvelles chansons sur la scène de l'Olympia de Paris, où elle se produit le 3 octobre 2016. Cette représentation est celle des adieux d'Isabelle Aubret au public parisien. Un double CD et DVD live de ce concert à L'Olympia sort le 3 novembre 2017.
Dès novembre 2016, elle participe une nouvelle fois à la tournée Âge Tendre qui fête son 10e anniversaire, puis à la croisière de cette tournée en novembre. Enfin, de janvier à avril 2018, elle participe à nouveau, une dernière fois, à la tournée Âge Tendre pour sa onzième édition.
La chanteuse part ensuite en tournée dans toute la France pour un ultime rendez-vous avec le public. Plusieurs dates sont reportées en raison de la pandémie de Covid-19. La tournée se prolonge puis Isabelle Aubret donne les deux derniers concerts de sa longue carrière les 18 et 19 mars 2023 dans sa commune natale de Marquette-Lez-Lille, au Kiosk, dans la salle de spectacle qui porte son nom, inaugurée en sa présence en mars 2020.

## Décorations
- Chevalier de la Légion d'honneur (1992)
- Commandeur de l'ordre des Arts et des Lettres

## Discographie

### Albums
- 1966 : Les Chansons françaises
- 1967 : Isabelle Aubret - Polydor
- 1968 : La Source
- 1969 : Isabelle Aubret - Barclay
- 1969 : Un piano blanc - Disques Meys
- 1970 : C'est beau la vie - Philips
- 1970 : Olivier Olivia, Tout ce que j'aime - Disques Meys
- 1971 : Casa Forte - Disques Meys
- 1973 : Les Classiques de la chanson
- 1974 : Isabelle Aubret - Disques Meys
- 1975 : La femme est l'avenir de l'homme
- 1975 : Isabelle Aubret chante Jacques Brel
- 1976 : Chansonnettes
- 1977 : Isabelle Aubret chante Anne Sylvestre
- 1977 : Berceuse pour une femme
- 1978 : L'Amour Aragon
- 1979 : Une vie
- 1981 : Liberté
- 1984 : Le monde chante
- 1986 : 1789 - Beyrouth
- 1987 : Vague à l'homme
- 1989 : 1989
- 1990 : Vivre en flèche
- 1990 : Chansonnettes et chansons
- 1991 : In love
- 1992 : Coups de cœur
- 1992 : Isabelle Aubret chante Aragon
- 1993 : Isabelle Aubret chante Ferrat
- 1993 : C'est le bonheur
- 1995 : Isabelle Aubret chante Brel - nouvelle version
- 1997 : Isabelle Aubret chante pour les petits et les grands
- 1997 : Changer le monde - titré Des mots au Québec
- 1999 : Parisabelle
- 2001 : Le Paradis des musiciens
- 2002 : Cosette et Jean Valjean
- 2006 : 2006 (La Guitare de Jérémie)
- 2011 : Isabelle Aubret chante Ferrat - coffret constitué de trois CD et d'un DVD
- 2012 : L'Arche de Noël
- 2016 : Allons enfants

### Albums en concert
- 1990 : Allez allez la vie - en concert
- 2001 : Bobino 2001 - en concert
- 2011 : Isabelle Aubret Palais des Sports 2011 - DVD et double CD
- 2017 : Dernier rendez-vous - DVD et double CD de l'Olympia 2016

### Compilations
- 1973 : Grands succès - Volumes 1 et 2 - Disques Meys
- 1981 : Isabelle Aubret - Kébec-Disc - paru au Québec seulement
- 1983 : Disque d'or
- 1988 : Collection Expression
- 1995 : Elle vous aime
- 2005 : Les Indispensables
- 2009 : Ses plus belles chansons

### Bandes originales
- 1961 : la chanson du générique des 13 épisodes de la série télévisée Poly de Cécile Aubry (musique de Joe Hajos) est interprétée par Isabelle Aubret ;
- 1965 -1970 : la chanson du générique de la série télévisée Saturnin de Jean Tourane est interprétée par Isabelle Aubret toujours sous une musique de Joe Hajos ;
- 1967 : dans le générique de début d'Alexandre le bienheureux, film d’Yves Robert, la chanson Le Ciel, La Terre et l’Eau (paroles Francis Lemarque, musique Vladimir Cosma) est chantée par Isabelle Aubret ;
- 1972 : dans le générique de fin d'Un flic, dernier long-métrage de Jean-Pierre Melville, la chanson C'est ainsi que les choses arrivent (paroles Charles Aznavour, musique Charles Aznavour et Michel Colombier) est chantée par Isabelle Aubret.